# Kap Poinsett
Kap Poinsett ist ein vereistes Kap am nördlichen Ausläufer der Budd-Küste des ostantarktischen Wilkeslands. Westlich und östlich des Kaps fällt der Küstenverlauf stark nach Süden ab.
Die Lage des Kaps fällt zusammen mit dem seewärtigen Ende des 1840 im Kartenmaterial der United States Exploring Expedition (1838–1842) unter Charles Wilkes als Budds’s High Land eingetragenen Küstenabschnitts. Das Kap wurde mittels Luftaufnahmen der United States Navy bei der Operation Highjump (1946–1947) kartiert. Das Advisory Committee on Antarctic Names benannte das Kap 1955 dem US-amerikanischen Politiker Joel Roberts Poinsett (1779–1851), Kriegsminister unter US-Präsident Martin van Buren und behilflich bei der Zusammenstellung und Veröffentlichung der wissenschaftlichen Berichte der United States Exploring Expedition (1838–1842) unter der Leitung des US-amerikanischen Polarforschers Charles Wilkes.